# Cartierul Centru din Bacău
Centru este unul din cele 11 cartiere al municipiului Bacău. Se află în centrul orașului, lângă cartierele Mioriței, George Bacovia, C.F.R., Bistrița-Lac și Cornișa.